# Sanchorreja
Sanchorreja – gmina w Hiszpanii, w prowincji Ávila, w Kastylii i León, o powierzchni 35,32 km². W 2011 roku gmina liczyła 92 mieszkańców.